# 旧制中等教育学校の一覧 (北海道)
北海道における旧制中等教育学校の一覧（きゅうせいちゅうとうきょういくがっこうのいちらん）は、学制改革前（第二次世界大戦前）の北海道内での旧学制の中等教育学校の一覧。

## 旧制中学校

### 公立
- 北海道庁立札幌第一中学校（北海道札幌南高等学校）
  - 札幌尋常中学校（1895年）⇒ 札幌中学校 ⇒ 北海道庁立札幌中学校 ⇒ 北海道庁立札幌第一中学校 ⇒《新制》北海道立札幌第一高等学校 ⇒（共学化）北海道札幌南高等学校
- 北海道庁立札幌第二中学校・北海道庁立札幌夜間中学校・私立昭和中学校（北海道札幌西高等学校）
  - 北海道庁立第二札幌中学校（1912年）⇒ 北海道庁立札幌第二中学校 ⇒《新制》北海道立札幌第二高等学校 ⇒（共学化）北海道札幌西高等学校
  - 私立札幌中等夜学校 ⇒ 私立札幌夜間中学 ⇒ 庁立札幌夜間中学 ⇒ 庁立札幌第二中学校夜間部 ⇒ 北海道札幌第二中学校夜間部 ⇒ 北海道立札幌第二高等学校 ⇒ 北海道札幌西高等学校定時制
  - 北海道庁給仕教育舎 ⇒ 私立札幌青年学校 ⇒ 私立昭和中 ⇒ 北海道庁立札幌第二中学昭中分教場 ⇒ 北海道庁立札幌第二中学校
- 北海道庁立函館中学校（北海道函館中部高等学校）
  - 函館尋常中学校（1895年）⇒ 函館中学校 ⇒ 北海道庁立函館中学校 ⇒《新制》北海道立函館高等学校 ⇒（共学化）北海道函館中部高等学校
- 北海道庁立小樽中学校（北海道小樽潮陵高等学校）
  - 北海道庁立小樽中学校（1902年）⇒《新制》北海道立小樽高等学校 ⇒ 北海道小樽潮陵高等学校
- 北海道庁立旭川中学校（北海道旭川東高等学校）
  - 北海道庁立上川中学校（1903年）⇒ 北海道庁立旭川中学校 ⇒《新制》北海道立旭川高等学校 ⇒（共学化）北海道旭川東高等学校
- 北海道庁立釧路中学校（北海道釧路湖陵高等学校）
  - 北海道庁立釧路中学校（1912年）⇒《新制》北海道立釧路高等学校 ⇒（共学化）北海道釧路湖陵高等学校
- 北海道庁立室蘭中学校（北海道室蘭栄高等学校）
  - 北海道庁立室蘭中学校（1917年）⇒《新制》北海道立室蘭高等学校 ⇒（共学化）北海道室蘭栄高等学校
- 北海道庁立滝川中学校（北海道滝川工業高等学校）
  - 北海道庁立滝川中学校（1920年）⇒《新制》北海道立滝川高等学校 ⇒（共学化）北海道滝川西高等学校 ⇒ 北海道滝川工業高等学校
- 北海道庁立岩見沢中学校
  - 北海道庁立岩見沢中学校（1922年）⇒《新制》北海道立岩見沢高等学校 ⇒（統合・共学化）北海道岩見沢東高等学校
- 北海道庁立名寄中学校
  - 北海道庁立名寄中学校（1922年）⇒《新制》北海道立名寄高等学校 ⇒（統合）北海道名寄高等学校
- 北海道庁立網走中学校
  - 北海道庁立網走中学校（1922年）⇒《新制》北海道立網走高等学校 ⇒（共学化）北海道網走南ヶ丘高等学校
- 北海道庁立倶知安中学校
  - 北海道庁立倶知安中学校（1922年）⇒《新制》北海道立倶知安高等学校 ⇒ 北海道倶知安高等学校
- 北海道庁立北見中学校
  - 北海道庁立野付牛中学校（1922年）⇒ 北海道庁立北見中学校 ⇒《新制》北海道北見高等学校 ⇒（共学化）北海道北見北斗高等学校
- 北海道庁立稚内中学校
  - 北海道庁立稚内中学校（1923年）⇒《新制》北海道立稚内高等学校 ⇒（統合・共学化）北海道稚内高等学校
- 北海道庁立帯広中学校
  - 北海道庁立帯広中学校（1923年）⇒《新制》北海道立帯広高等学校 ⇒ 北海道帯広高等学校 ⇒（統合）北海道帯広柏葉高等学校
- 北海道庁立留萌中学校
  - 留萌町立留萌中学校（1923年）⇒ 北海道庁立留萌中学校（1924年）⇒《新制》北海道立留萌高等学校 ⇒ 北海道留萌高等学校
- 北海道庁立八雲中学校
  - 北海道庁立八雲中学校（1923年）⇒《新制》北海道立八雲高等学校 ⇒ 北海道八雲高等学校
- 北海道庁立余市中学校
  - 北海道余市中学校（1924年：余市町立）⇒ 北海道庁立余市中学校（1925年）⇒《新制》北海道立余市高等学校 ⇒（統合）北海道余市高等学校 ⇒（統合）北海道余市紅志高等学校
- 北海道庁立苫小牧中学校
  - 苫小牧町立苫小牧中学校（1937年）⇒ 北海道庁立苫小牧中学校（1941年）⇒《新制》北海道立苫小牧高等学校 ⇒ 北海道苫小牧高等学校 ⇒ 北海道苫小牧東高等学校
- 北海道庁立深川中学校
  - 北海道北空知中学校（1938年）⇒ 北海道庁立深川中学校（1941年）⇒《新制》北海道立深川高等学校 ⇒（統合）北海道深川高等学校（西校舎）⇒（分離）北海道深川西高等学校
- 北海道庁立夕張中学校
  - 北海道夕張中学校（1939年：夕張町立）⇒ 北海道夕張市立中学校 ⇒ 北海道立夕張中学校（1947年）⇒《新制》北海道立夕張高等学校 ⇒ 北海道夕張北高等学校 ⇒（1992年：統合）北海道夕張高等学校
- 北海道庁立岩内中学校
  - 岩内町立北海道岩内中学校（1940年）⇒ 北海道庁立岩内中学校 ⇒《新制》北海道立岩内高等学校 ⇒（統合）北海道岩内高等学校
- 北海道庁立遠軽中学校（北海道遠軽高等学校）
  - 北海道遠軽中学校（1940年：遠軽町立）⇒ 北海道庁立遠軽中学校（1947年）⇒《新制》北海道立遠軽高等学校 ⇒（統合）北海道遠軽高等学校
- 北海道庁立富良野中学校
  - 北海道富良野中学校（1941年）⇒ 北海道庁立富良野中学校（1943年）⇒《新制》北海道立富良野高等学校 ⇒（統合）北海道富良野高等学校
- 北海道庁立伊達中学校
  - 北海道伊達中学校（1941年：伊達町立）⇒ 北海道庁立伊達中学校（1945年）⇒《新制》北海道伊達高等学校 ⇒ 北海道伊達高等学校
- 北海道庁立本別中学校
  - 本別町立本別中学校（1942年）⇒ 北海道庁立本別中学校（1946年）⇒《新制》北海道立本別高等学校 ⇒ 北海道本別高等学校
- 北海道庁立砂川中学校
  - 砂川町立砂川中学校（1942年）⇒ 北海道庁立砂川中学校（1946年）⇒《新制》北海道砂川南高等学校 ⇒（2004年：統合）北海道砂川高等学校
- 北海道庁立紋別中学校
  - 北海道紋別中学校（1943年）⇒ 北海道庁立紋別中学校 ⇒《新制》北海道立紋別高等学校 ⇒（統合）北海道紋別高等学校 ⇒（分離）北海道紋別北高等学校 ⇒（統合）北海道紋別高等学校
- 小樽市立中学校（小樽市立長橋中学校）
  - 小樽市中学校（1925年：小樽市立）⇒ 《新制》小樽市立長橋中学校[1]
- 札幌市立中学校（札幌市立第二高等学校、閉校）
  - 札幌市立中学校（1941年）⇒《新制》札幌市立第二高等学校 ⇒（1949年：閉校）
- 函館市立中学校（市立函館高等学校）
  - 函館市立中学校（1940年）⇒《新制》函館市立高等学校 ⇒（1950年：共学化）北海道函館東高等学校 ⇒（2007年：統合）市立函館高等学校
- 旭川市立中学校（北海道旭川北高等学校）
  - 旭川市立中学校（1940年）⇒《新制》旭川市立高等学校 ⇒（1950年：道立へ移管）北海道旭川北高等学校
- 釧路市立中学校（北海道釧路湖陵高等学校定時制）
  - 私立釧路商業中等学校 ⇒ 釧路市立中学校 ⇒ 釧路市立高等学校 ⇒ 北海道釧路湖陵高等学校定時制
- 留萌市立中学校（北海道留萌高等学校）
  - 留萌町立中学校（1944年）⇒ 留萌市立中学校（1947年）⇒《新制》留萌市立高等学校 ⇒（1954年：北海道留萌高等学校に統合）
- 江差中学校（北海道江差高等学校）
  - 北海道江差中学校（1943年）⇒《新制》北海道立江差高等学校 ⇒（統合）北海道江差高等学校
- 池田町立池田中学校（北海道池田高等学校）
  - 町立北海道池田中学校（1942年）⇒《新制》町立北海道池田高等学校 ⇒（統合）北海道立池田高等学校 ⇒ 北海道池田高等学校
- 北海道庁立根室中学校
  - 北海道庁立根室実業学校（1906年）⇒ 北海道庁立根室商業学校（1915年）⇒ 北海道庁立根室中学校（1944年）⇒《新制》北海道立根室高等学校 ⇒（統合）北海道根室高等学校
- 北海道庁立北辰中学校
  - 私立旭川中等夜学校 ⇒ 私立旭川夜間中学 ⇒ 北辰中学校 ⇒ 庁立北辰中学 ⇒ 庁立旭川中学校夜間部 ⇒ 北海道立姫川高等学校 ⇒ 北海道旭川東高等学校定時制
- 北海道庁立五稜中学校
  - 私立函館中等夜学校 ⇒ 私立函館夜間中学 ⇒ 五稜中学校 ⇒ 庁立五稜中学 ⇒ 庁立函館中学校夜間部 ⇒ 北海道立函館中学校夜間部 ⇒ 北海道立函館高等学校 ⇒ 北海道函館中部高等学校定時制
- 岩見沢市立中学校
  - 岩見沢町立夜間中学校（1940年）⇒ 岩見沢市立夜間中学校 ⇒ 岩見沢市立中学校（1945年）⇒（新制）岩見沢市立高等学校 ⇒ 北海道岩見沢鳩ヶ丘高等学校 ⇒ 北海道岩見沢東高等学校定時制（1951年）
- 滝川町立中学校
  - 滝川町立滝川夜間中 ⇒ 滝川町立中学校 ⇒ 北海道立滝川高等学校 ⇒ 北海道滝川工業高等学校定時制

### 私立
- 光星中学校（1899年） ⇒ 札幌光星工業学校 ⇒ 札幌光星中学校・高等学校
- 北海中学校（北海高等学校）
  - 北海英語学校（1885年）⇒ 北海中学校（1905年） ⇒《新制》北海高等学校
- 潮陵中学校（北海道小樽潮陵高等学校定時制）
  - 私立潮陵中 ⇒ 北海道立小樽高等学校 ⇒ 北海道小樽潮陵高等学校定時制

## 高等女学校

### 公立
- 札幌高等女学校
  - 北海道庁立札幌高等女学校（1902年）⇒《新制》北海道立札幌女子高等学校 ⇒（共学化）北海道札幌北高等学校
- 函館高等女学校
  - 北海道庁立函館高等女学校（1905年）⇒《新制》北海道立函館女子高等学校 ⇒（共学化）北海道函館西高等学校
- 小樽高等女学校
  - 北海道庁立小樽高等女学校（1906年）⇒《新制》北海道立小樽女子高等学校 ⇒（共学化）北海道小樽桜陽高等学校
- 旭川高等女学校
  - 北海道庁立上川高等女学校（1907年）⇒ 北海道庁立旭川高等女学校 ⇒《新制》北海道立旭川女子高等学校 ⇒（共学化）北海道旭川西高等学校
- 室蘭高等女学校
  - 北海道室蘭町立実科高等女学校（1917年）⇒ 北海道室蘭区立実科高等女学校 ⇒ 北海道庁立室蘭高等女学校（1919年）⇒《新制》北海道立室蘭女子高等学校 ⇒（共学化）北海道室蘭清水丘高等学校
- 釧路高等女学校
  - 北海道庁立釧路高等女学校（1919年）⇒《新制》北海道立釧路女子高等学校 ⇒（共学化）北海道釧路江南高等学校
- 留萌高等女学校
  - 留萌町立留萌高等女学校（1919年）⇒ 北海道庁立留萌高等家政学校（1935年）⇒ 北海道庁立留萌高等女学校（1939年）⇒《新制》北海道立留萌女子高等学校 ⇒（統合）北海道留萌高等学校
  - 留萌補習学校（1916年）⇒ 留萌実科女子学校（1918年）⇒（1925年：留萌町立高等女学校に統合）
  - 留萌家政学校（1919年）⇒（1925年：留萌町立高等女学校に統合）
- 旭川市立高等女学校
  - 旭川区立女子職業学校（1915年）⇒ 旭川区立北都高等女学校（1921年）⇒ 旭川市立北都高等女学校 ⇒ 旭川市立高等女学校 ⇒《新制》旭川市立女子高等学校 ⇒ 旭川市立七条高等学校 ⇒（1951年：閉校）
- 札幌市立高等女学校
  - 札幌区立女子職業学校（1907年）⇒ 札幌区立実科高等女学校（1920年）⇒ 札幌区立高等女学校（1922年）⇒ 札幌市立高等女学校（1923年）⇒《新制》札幌市立第一高等学校 ⇒ 北海道札幌東高等学校
- 網走高等女学校
  - 北海道庁立網走高等女学校（1922年）⇒《新制》北海道立網走女子高等学校 ⇒ 北海道網走向陽高等学校 ⇒（2008年：統合）北海道網走桂陽高等学校
- 根室高等女学校
  - 根室町立女子職業学校（1907年）⇒ 根室町立実科高等女学校 ⇒ 根室実科高等女学校 ⇒ 北海道庁立根室高等女学校（1923年）⇒《新制》北海道立根室女子高等学校 ⇒（統合）北海道根室高等学校
- 苫小牧高等女学校
  - 苫小牧町立女子実業補習学校（1919年）⇒ 苫小牧町立実科高等女学校 ⇒ 町立苫小牧高等女学校（1924年）⇒ 北海道苫小牧高等女学校 ⇒ 北海道庁立苫小牧高等女学校（1927年）⇒《新制》北海道立苫小牧女子高等学校 ⇒（統合）北海道苫小牧高等学校 ⇒（分離）北海道苫小牧西高等学校
- 岩見沢高等女学校
  - 北海道庁立岩見沢高等女学校（1924年）⇒《新制》北海道立岩見沢女子高等学校 ⇒（再編・共学化）北海道岩見沢西高等学校
- 名寄高等女学校
  - 名寄町立名寄高等女学校（1927年）⇒ 北海道庁立名寄高等女学校（1930年）⇒ 北海道立名寄高等女学校 ⇒《新制》北海道立名寄女子高等学校 ⇒（統合）北海道名寄高等学校
- 帯広高等女学校
  - 十勝姉妹職業学校（1915年）⇒ 姉妹実科高等女学校（1920年）⇒ 姉妹高等女学校（1928年：私立）⇒ 帯広町立姉妹高等女学校 ⇒ 北海道庁立帯広高等女学校（1933年）⇒《新制》北海道立帯広女子高等学校 ⇒（共学化）北海道帯広三条高等学校
- 滝川高等女学校
  - 北海道滝川高等女学校（1929年：滝川町立）⇒ 北海道庁立滝川高等女学校（1931年）⇒《新制》北海道滝川女子高等学校 ⇒（共学化）北海道滝川東高等学校 ⇒ 北海道滝川高等学校
- 深川高等女学校
  - 深川町立深川高等女学校（1929年）⇒ 北海道庁立深川高等女学校（1931年）⇒《新制》北海道立深川女子高等学校 ⇒（統合）北海道深川高等学校（東校舎）⇒（分離）北海道深川東高等学校 ⇒ 北海道深川東商業高等学校 ⇒（2005年：統合）北海道深川東高等学校
- 池田高等女学校
  - 川合女子実業補習学校（1918年）⇒ 池田実科女学校 ⇒ 池田実科高等女学校 ⇒ 北海道池田高等女学校（1931年）⇒ 北海道庁立池田高等女学校（1933年）⇒《新制》北海道立池田女子高等学校 ⇒（統合）北海道立池田高等学校 ⇒ 北海道池田高等学校
- 富良野高等女学校
  - 北海道庁立富良野実科高等女学校（1926年）⇒ 北海道庁立富良野高等女学校（1932年）⇒《新制》北海道立富良野女子高等学校 ⇒（統合）北海道富良野高等学校
- 江別高等女学校
  - 公立江別実科高等女学校（1929年）⇒ 公立江別高等女学校（1932）⇒ 北海道庁立江別高等女学校（1933年）⇒《新制》北海道江別高等学校
- 北見高等女学校
  - 北海道常呂郡野付牛町女子職業学校（1923年）⇒ 北海道野付牛町立高等家政女学校（1934年）⇒ 北海道野付牛町立高等女学校（1936年）⇒ 北海道庁立野付牛高等女学校 ⇒ 北海道庁立北見高等女学校 ⇒《新制》北海道立北見女子高等学校 ⇒（共学化）北海道北見柏陽高等学校
- 岩内高等女学校
  - 岩内町立女子職業学校（1919年）⇒ 岩内町立実科高等女学校 ⇒ 岩内町立岩内高等女学校（1933年）⇒ 北海道庁立岩内高等女学校（1934年）⇒《新制》北海道立岩内女子高等学校 ⇒（統合）北海道岩内高等学校
- 江刺高等女学校
  - 江差実科女学校（1930年）⇒ 江差実科高等女学校（1933年）⇒ 北海道江差高等女学校（1937年）⇒ 北海道庁立江差高等女学校 ⇒《新制》北海道立江差女子高等学校 ⇒（統合）北海道江差高等学校
- 稚内高等女学校
  - 北海道稚内町立稚内実科高等女学校（1923年）⇒ 北海道庁立稚内高等女学校（1938年）⇒《新制》北海道立稚内女子高等学校 ⇒（統合）北海道稚内高等学校
- 余市高等女学校
  - 余市町立実科高等女学校（1923年）⇒ 北海道余市実科高等女学校 ⇒ 北海道余市高等女学校（1939年）⇒ 北海道庁立余市高等女学校 ⇒《新制》北海道立余市女子高等学校 ⇒（統合）北海道余市高等学校 ⇒（統合）北海道余市紅志高等学校
- 夕張高等女学校
  - 夕張町立高等家政女学校（1936年）⇒ 夕張町立高等女学校（1940年）⇒ 夕張市立高等女学校（1941年）⇒《新制》夕張市立高等学校 ⇒ 北海道夕張東高等学校 ⇒ 北海道夕張南高等学校 ⇒（1992年：統合）北海道夕張高等学校
- 遠軽高等女学校
  - 北海道遠軽実科高等女学校（1928年）⇒ 北海道遠軽高等女学校（1941年）⇒《新制》北海道立遠軽女子高等学校 ⇒（統合）北海道遠軽高等学校
- 浦河高等女学校
  - 町立浦河実践女学校（1932年）⇒ 町立浦河実科高等女学校 ⇒ 町立浦河高等女学校（1941年）⇒ 北海道庁立浦河高等女学校（1944年）⇒《新制・共学化》北海道浦河高等学校

- 砂川高等女学校
  - 砂川高等家政女学校（1938年）⇒ 砂川町立砂川高等女学校（1941年）⇒ 北海道庁立砂川高等女学校（1945年）⇒《新制》北海道立砂川北高等学校 ⇒（2004年：統合）北海道砂川高等学校
- 八雲高等女学校
  - 八雲町立八雲家政女学校（1926年）⇒ 北海道八雲実科高等女学校 ⇒ 北海道庁立八雲高等女学校（1942年）⇒《新制》北海道立八雲女子高等学校 ⇒（統合）北海道八雲高等学校
- 森高等女学校
  - 町立実科高等女学校（1940年）⇒ 町立森高等女学校（1942年）⇒《新制》北海道立森高等学校
- 栗山高等女学校
  - 私立栗山裁縫学校（1916年）⇒ 栗山町立栗山高等裁縫学校（1924年）⇒ 栗山町立栗山実科高等女学校（1929年）⇒ 栗山町立栗山高等女学校（1943年）⇒《新制・共学化》北海道立栗山高等学校 ⇒ 北海道栗山高等学校
- 美幌高等女学校
  - 美幌実業科補習学校（1918年）⇒ 美幌町立美幌実科高等女学校 ⇒ 美幌実科高等女学校 ⇒ 美幌高等女学校（1943年）⇒《新制》町立美幌高等学校 ⇒（統合）北海道美幌高等学校
- 倶知安高等女学校
  - 倶知安実科高等女学校（1927年）⇒ 倶知安高等女学校（1943年）⇒《新制》倶知安町立倶知安女子高等学校 ⇒（統合）北海道立倶知安高等学校
- 厚岸高等女学校
  - 公立厚岸家政女学校（1931年）⇒ 北海道厚岸実科高等女学校 ⇒ 北海道厚岸高等女学校（1943年）⇒《新制》北海道厚岸女子高等学校 ⇒（統合）北海道立厚岸水産高等学校 ⇒ 北海道厚岸高等学校 ⇒ 北海道厚岸水産高等学校 ⇒（統合）北海道厚岸翔洋高等学校
- 増毛高等女学校
  - 北海道増毛町立増毛実科高等女学校（1940年）⇒ 北海道増毛高等女学校（1943年）⇒《新制》北海道増毛高等学校 ⇒（1954年：道立に移管）⇒（2011年：閉校）
- 芦別高等女学校
  - 北海道芦別実科高等女学校（1941年）⇒ 北海道芦別高等女学校（1943年）⇒《新制・共学化》北海道芦別高等学校（町立）⇒（道に移管）北海道芦別高等学校
- 斜里高等女学校
  - 斜里実科高等女学校（1941年）⇒ 斜里高等女学校（1943年）⇒《新制》北海道斜里高等学校

- 士別高等女学校
  - 北海道士別実科高等女学校（1941年）⇒ 北海道士別高等女学校（1943年）⇒《新制・共学化》北海道立士別高等学校 ⇒ 北海道士別高等学校 ⇒（2007年：統合）北海道士別翔雲高等学校
- 伊達高等女学校
  - 有珠郡伊達女子職業学校（1922年：伊達村立）⇒ 伊達高等家政女学校（1942年）⇒ 北海道伊達高等女学校（1946年）⇒《新制》北海道伊達女子高等学校 ⇒（統合）北海道伊達高等学校
- 紋別高等女学校
  - 紋別町立紋別裁縫女学校（1930年）⇒ 紋別町立紋別実科高等女学校（1939年）⇒ 北海道紋別高等女学校（1946年）⇒《新制》北海道紋別女子高等学校 ⇒ 北海道立紋別女子高等学校 ⇒（統合）北海道紋別高等学校
- 美唄高等女学校
  - 北海道美唄高等女学校（1946年：町立）⇒《新制》美唄町北海道美唄高等学校 ⇒（1950年：道立移管）北海道美唄高等学校 ⇒ 北海道美唄東高等学校 ⇒（統合）北海道美唄高等学校 ⇒（統合）北海道美唄尚栄高等学校
- 岩見沢市立高等女学校
  - 岩見沢町立岩見沢女子職業学校（1907年）⇒ 岩見沢市立女子職業学校 ⇒ 岩見沢市立女子商業学校（1945年）⇒ 岩見沢市立高等女学校（1947年）⇒《新制》岩見沢市立女子高等学校 ⇒（統合）北海道岩見沢東高等学校
- 寿都高等家政女学校
  - 私立寿都実業女学校（1902年）⇒ 町立寿都女子職業学校 ⇒ 町立寿高等家政女学校（1934年）⇒《新制・共学化》北海道寿都町立寿都高等学校 ⇒ 北海道立八雲高等学校寿都分校 ⇒（1950年：独立）北海道寿都高等学校
- 清水実科高等女学校
  - 清水実科女学校（1934年）⇒ 清水実科高等女学校（1941年）⇒《新制》北海道清水高等学校

### 私立
- 北海高等女学校
  - 私立北海女学校（1906年）⇒ 私立北海高等女学校（1910年）⇒ 北海高等女学校 ⇒《新制》札幌大谷高等学校・付設中学校 ⇒ 札幌大谷中学校・高等学校
- 小樽緑丘高等女学校
  - 小樽女子職業学校（1911年）⇒ 小樽緑丘高等女学校（1919年）⇒《新制》小樽緑丘高等学校 ⇒ 札幌香蘭女子学園高等学校 ⇒ 札幌山の手高等学校
- 北星女学校
  - スミス女学校（1887年）⇒ 北星女学校 ⇒（1919年：高等女学校指定）⇒《新制》北星学園中等部・高等部 ⇒ 北星学園中学校・高等学校 ⇒ 北星学園女子中学高等学校
- 函館大谷高等女学校
  - 六和譲寺院共立六和女学校（1888年）⇒ 私立函館大谷女学校 ⇒ 函館大谷高等女学校（1923年）⇒《新制》函館大谷高等学校
- 帯広大谷高等女学校
  - 帯広大谷女学校（1923年）⇒ 帯広大谷高等女学校（1925年）⇒ 帯広大谷高等女学校・高等家政女学校（1932年）⇒《新制》帯広大谷中学校・高等学校 ⇒ 帯広大谷高等学校
- 札幌藤高等女学校
  - 札幌藤高等女学校（1925年）⇒《新制》藤女子中学校・高等学校
- 小樽双葉高等女学校
  - 小樽実践女学校（1907年）⇒ 小樽実科高等女学校 ⇒ 小樽双葉高等女学校（1927年）⇒《新制》小樽双葉女子学園高等学校 ⇒ 双葉高等学校 ⇒ 小樽双葉中学校・高等学校
- 元町高等女学校
  - 聖保禄女学校（1886年）⇒ 元町高等女学校（1942年）⇒《新制》函館白百合学園高等学校 ⇒ 函館白百合学園中学校・高等学校
- 旭川共立高等女学校
  - 旭川裁縫専門学校（1898年）⇒ 旭川共立高等女学校（1943年）⇒《新制》旭川共立女子高等学校 ⇒ 旭川女子高等学校 ⇒ 旭川日本大学高等学校 ⇒ 北日本学院大学高等学校 ⇒ 旭川大学高等学校 ⇒ 旭川志峯高等学校
- 遺愛高等女学校
  - ミセス・カロライン・ライト・メモリアル女学校（1882年）⇒ 遺愛女学校（1885年）⇒ 遺愛高等女学校（1944年）⇒《新制》遺愛女子中学校・高等学校
- 札幌静修高等女学校
  - 私立札幌静修会女学校（1922年）⇒ 札幌静修女学校 ⇒ 札幌静修高等女学校（1946年）⇒《新制》札幌静修高等学校
- 札幌北斗高等女学校
  - 岡裁縫女学校（1924年）⇒ 北海道女子高等技芸学校 ⇒ 札幌北斗高等女学校（1946年）⇒《新制》札幌北斗高等学校
- 函館大妻女子高等技芸学校
  - 函館大妻技芸学校（1924年）⇒ 函館大妻女子高等技芸学校 ⇒《新制》函館大妻技芸高等学校 ⇒ 函館大妻高等学校

## 実業学校

### 公立

#### 農林学校
- 北海道庁立永山農業学校 ⇒ 北海道立永山農業学校 ⇒ 北海道立永山農業高 ⇒ 北海道永山農業高 ⇒ 北海道旭川農業高等学校
- 北海道庁立空知農業学校 ⇒ 北海道立空知農業高 ⇒ 北海道岩見沢農業高等学校
- 北海道庁立名寄農業学校 ⇒ 北海道立名寄農業高 ⇒ 北海道名寄農業高等学校
- 北海道庁立美幌農林学校 ⇒ 北海道立美幌農業高 ⇒ 北海道美幌農業高等学校
- 北海道庁立大野農業学校 ⇒ 北海道立大野農業学校 ⇒ 北海道立大野農業高 ⇒ 北海道大野農業高等学校
- 北海道庁立標茶農業学校 ⇒ 北海道標茶農業高 ⇒ 北海道標茶高 ⇒ 北海道標茶農業高 ⇒ 北海道標茶高等学校
- 北海道庁立十勝農業学校 ⇒ 北海道立十勝農業高 ⇒ 北海道川西農業高 ⇒ 北海道帯広農業高等学校　※帯広町外12ヶ村組合立十勝農業学校としての前史あり

#### 水産学校
- 函館水産学校（北海道函館水産高等学校）
  - 北海道庁立函館水産学校 ⇒ 北海道函館水産高等学校　※源流となる北海道庁立函館商船学校に至るまでの前史あり
- 小樽水産学校（北海道小樽水産高等学校）
  - 北海道庁立水産学校 ⇒ 北海道庁立小樽水産学校 ⇒ 北海道立小樽水産高 ⇒ 北海道小樽水産高等学校
- 厚岸水産学校（北海道厚岸翔洋高等学校）
  - 北海道庁立厚岸水産学校 ⇒ 北海道立厚岸水産学校 ⇒ 北海道立厚岸水産高 ⇒ 北海道厚岸高 ⇒ 北海道厚岸水産高等学校 ⇒（統合）

#### 工業学校
- 北海道庁立旭川工業学校 ⇒ 北海道立旭川工業高 ⇒ 北海道旭川工業高等学校
- 北海道庁立釧路工業学校 ⇒ 北海道立釧路工業高 ⇒ 北海道釧路工業高等学校
- 北海道庁立室蘭工業学校 ⇒ 北海道立室蘭工業学校 ⇒ 北海道立室蘭工業高 ⇒ 北海道室蘭工業高等学校
- 北海道庁立苫小牧工業学校 ⇒ 北海道苫小牧工業高等学校
- 北海道庁立美唄工業学校 ⇒ 北海道美唄工業学校 ⇒ 北海道立美唄工業高 ⇒ 北海道美唄工業高等学校
- 北海道庁立札幌工芸学校 ⇒ 北海道庁立札幌工業学校 ⇒ 北海道立札幌工業高 ⇒ 北海道札幌伏見高 ⇒ 北海道札幌工業高等学校
- 函館区立工業学校 ⇒ 北海道庁立函館工業学校 ⇒ 北海道立函館工業学校 ⇒ 北海道立函館工業高 ⇒ 北海道函館工業高等学校
- 三笠町立北海道三笠工業学校 ⇒ 北海道三笠工業高 ⇒ 北海道立三笠高 ⇒ 北海道三笠高等学校

#### 商業学校
- 北海道庁立根室実業学校 ⇒ 北海道庁立根室商業高 ⇒ 北海道庁立根室高 ⇒ 北海道立根室高 ⇒ 北海道根室高等学校
- 北海道庁立小樽商業学校 ⇒ 北海道立小樽商業学校 ⇒ 北海道立小樽商業高 ⇒ 北海道小樽緑陵高 ⇒ 北海道小樽商業高等学校
- 北海道旭川区旭川商業高 ⇒ 北海道旭川商業学校 ⇒ 北海道庁立旭川商業高 ⇒ 北海道庁立旭川第二工業学校 ⇒ 北海道旭川商業高等学校
- 函館商業学校 ⇒ 北海道函館商業高等学校
- 札幌市立商業学校 ⇒ 札幌市立商業高 ⇒ 札幌創成商業高 ⇒ 北海道札幌創成商業高 ⇒ 北海道札幌啓北商業高等学校

### 私立
- 札幌商業学校 ⇒ 札幌豊陵工業学校 ⇒ 札幌商業高等学校・札幌豊陵工業高等学校・併置中学校 ⇒ 札幌商業高等学校 ⇒ 北海学園札幌高等学校
- 私立小樽商業学校 ⇒ 私立北海商業学校 ⇒ 北海商業学校 ⇒ 北海工業学校 ⇒ 北海商業学校 ⇒ 北照高等学校

## その他
- 克己塾
- 豊振夜学校
- 敬業館 ⇒ 敬業塾
- 戴星義塾
- 札幌遠友夜学校
- 中等夜学有鄰館
- 旭川正則中学夜学会
- 私立北海夜学会
- 私立札幌青年会夜学校
- 私立寄中等夜学校
- 私立室蘭中等夜学校
- 私立池田中等学校
- 私立帯広中等夜学校